# Stauropoctonus bicarinatus
Stauropoctonus bicarinatus là một loài tò vò trong họ Ichneumonidae.